# ایزابلا کوئوسینسکا
ایزابلا کوئوسینسکا (لهستانی: Izabela Kłosińska؛ زادهٔ ۱۳ نوامبر ۱۹۵۸) خواننده سوپرانوی اپرا اهل لهستان و استاد آواز در دانشگاه موسیقی شوپن است.
از فیلم‌هایی که وی در آن‌ها نقش داشته‌است، می‌توان به نغمهٔ روح اشاره نمود.